# Domus, Slussen

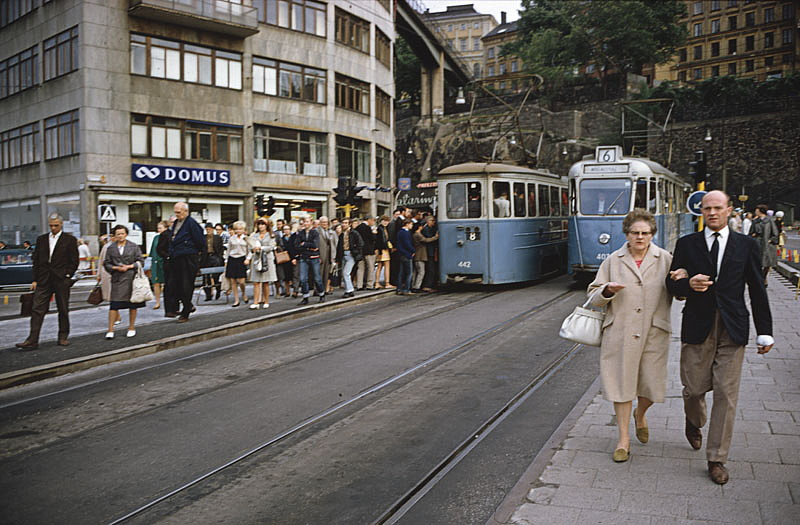
Domus Slussen i KF-huset, 1967.

Domus Slussen (senast Galleria Slussen) var ett varuhus av Kooperativa förbundet beläget i KF-huset vid Katarinavägen intill Slussen i Stockholm. Varuhuset öppnade på 1930-talet under namnet Special-Konsum. Därefter följde flera ombyggnader och nya namn som Kvickly, Varuhuset Slussen och Galleria Karl Johan. Senast disponerades lokalerna av Galleria Slussen, som stängde år 2012. 

## Historik

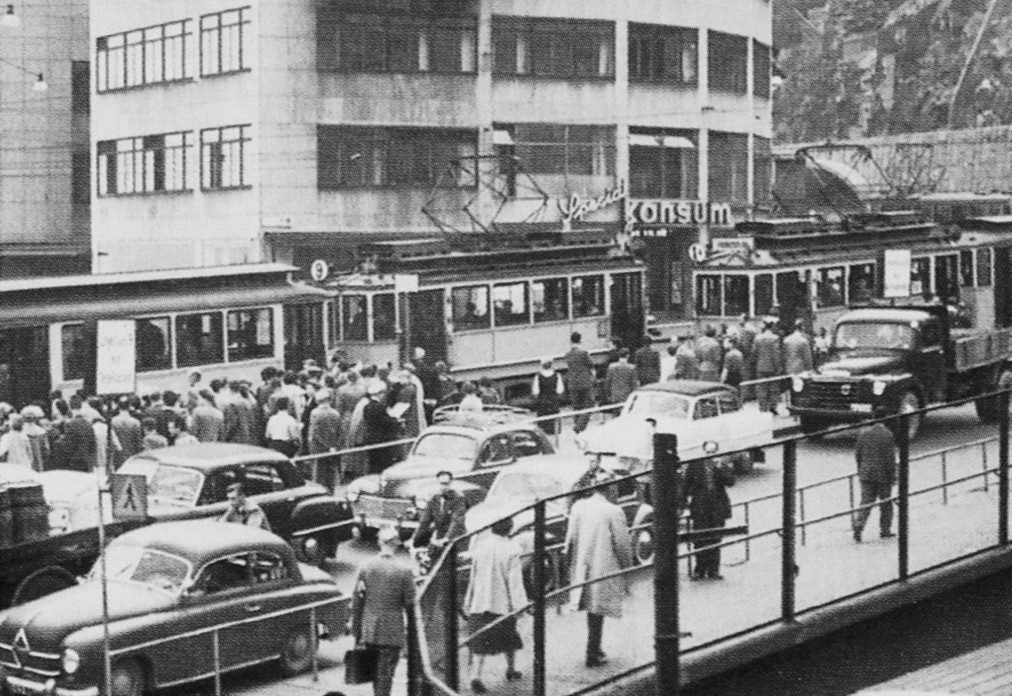
Special-Konsum, omkring 1950.

Special-Konsum var KF:s specialbutik för möbler, mattor, belysningsarmatur, gardiner och liknande. En sådan butik inrymdes i botten- och källarvåningen på KF-huset från 1936. Det fanns en ingång från Katarinavägen och en indirekt förbindelsegång till Slussens Blå bodarna, där även konkurrenten Åhlén & Holms hade en filial. År 1964 ändrades namnet till Kvickly och 1965 till Domus som då kompletterades med en livsmedelsavdelning. 
Omkring 1980 ändrades namnet igen, nu till Varuhuset Slussen. Ombyggnader 1980 och 1989 ledde till att varuhusets livsmedelsavdelning (senare Konsum respektive Coop Slussen) fick sin plats och utformning vid Saltsjöbanans stationsanläggning. 
År 1994 byggdes en del av varuhuset om till köpcentret Galleria Karl Johan som hade en yta på cirka 2 500 m². Samtidigt byggdes en nedgång från Ryssgården, men direktentrén från tunnelbanan stängdes vilket medförde att kunderna uteblev. Ett försök att åter få kunder blev Galleria Slussen med några restauranger och ett 10-tal butiker. 

## Framtidsplaner
I slutet av år 2012 stängde både Galleria Slussen och Coop Slussen. I december 2012 slog även Slussenbageriet igen som var en av butikerna i Galleria Slussen. Därefter revs interiören. I bottenvåningen finns nu en hamburgerrestaurang. Under Projekt Slussen används källarvåningen för provisorisk uppställningsplats för bussar som kan köra in från Stadsgården. Därefter skall en ny handelsplats på 9 500 m² uppstå.

## Bilder

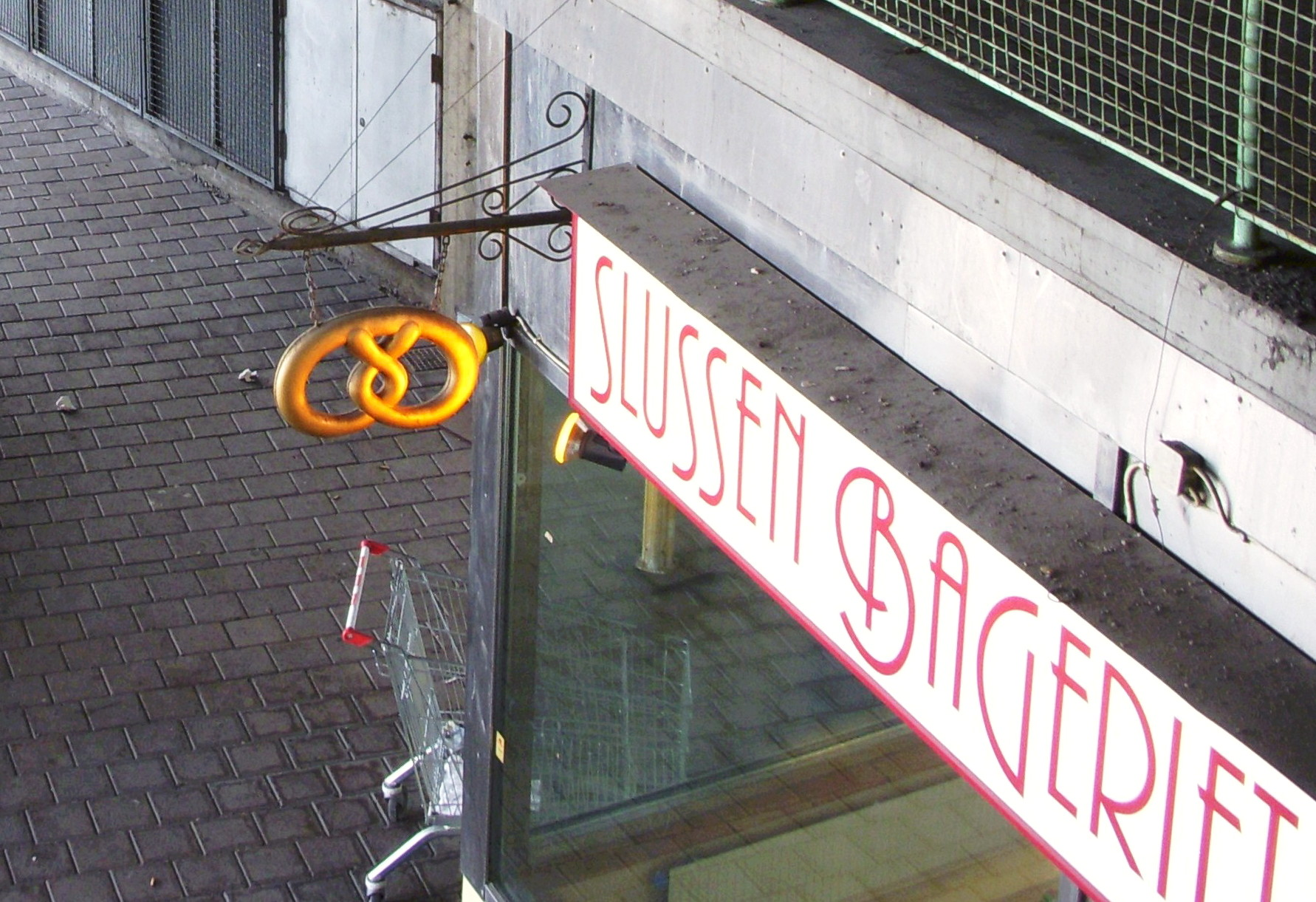
Slussenbageriet, 2009.
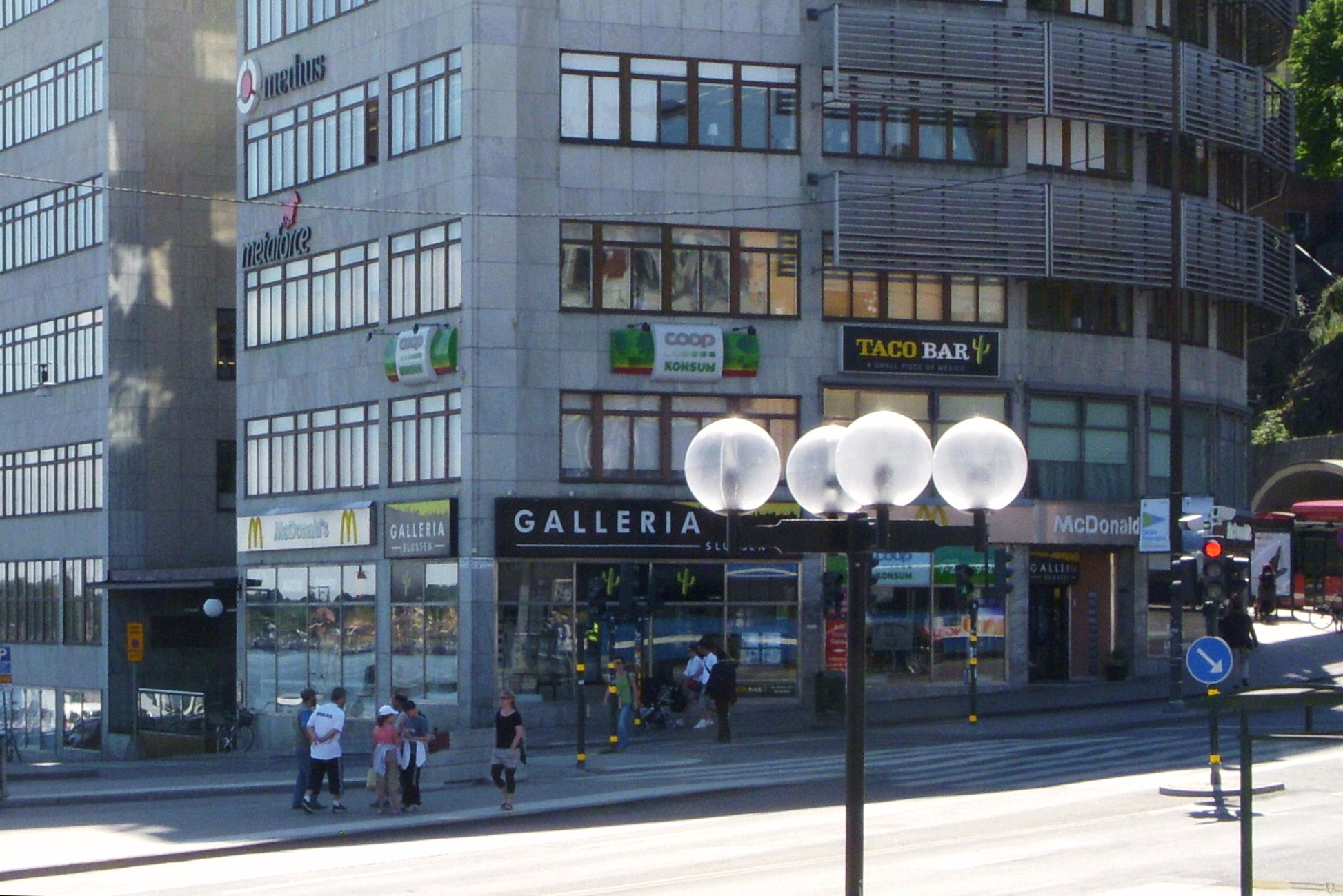
Galleria Slussen, 2010.
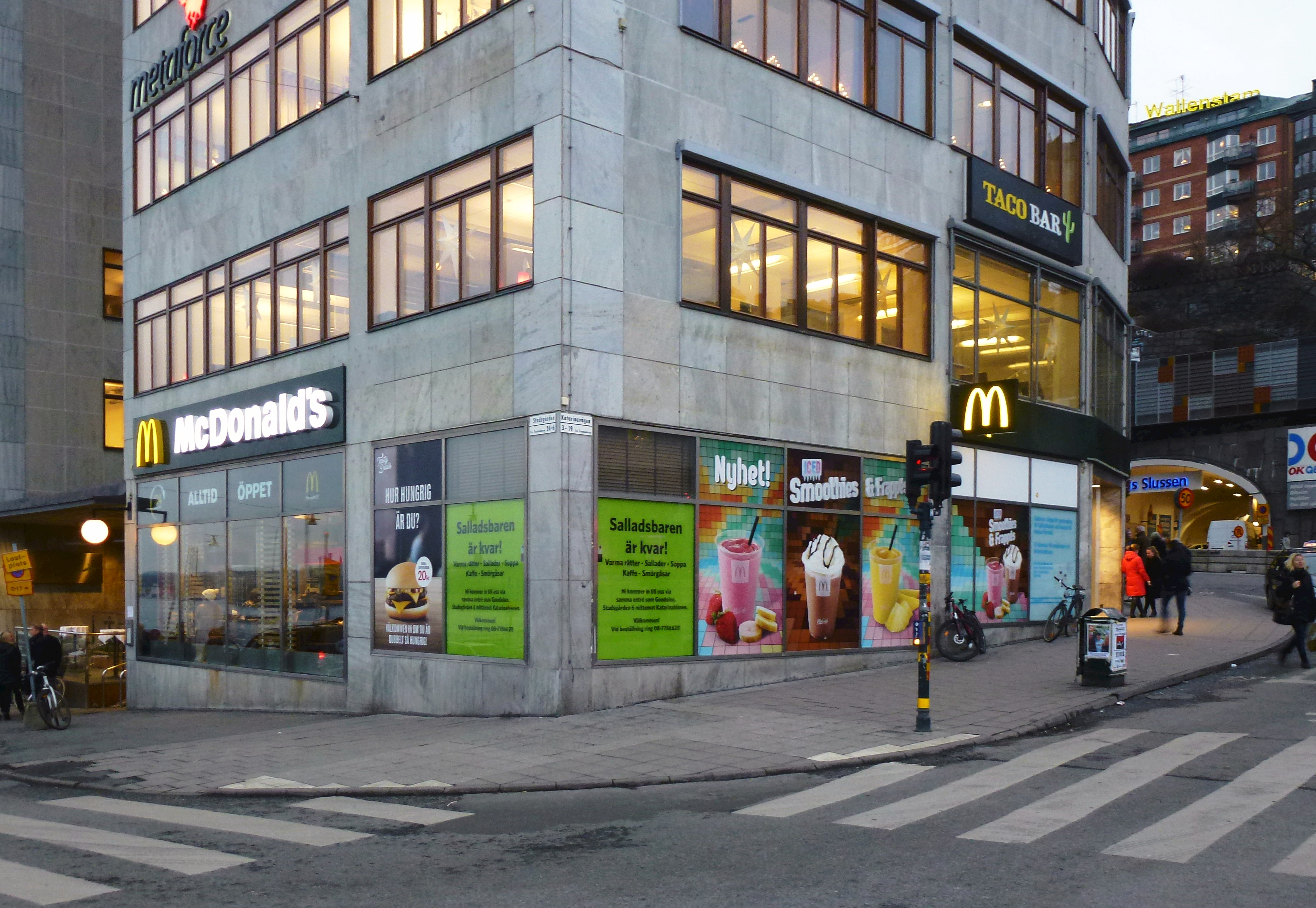
Hörnet i december 2014.
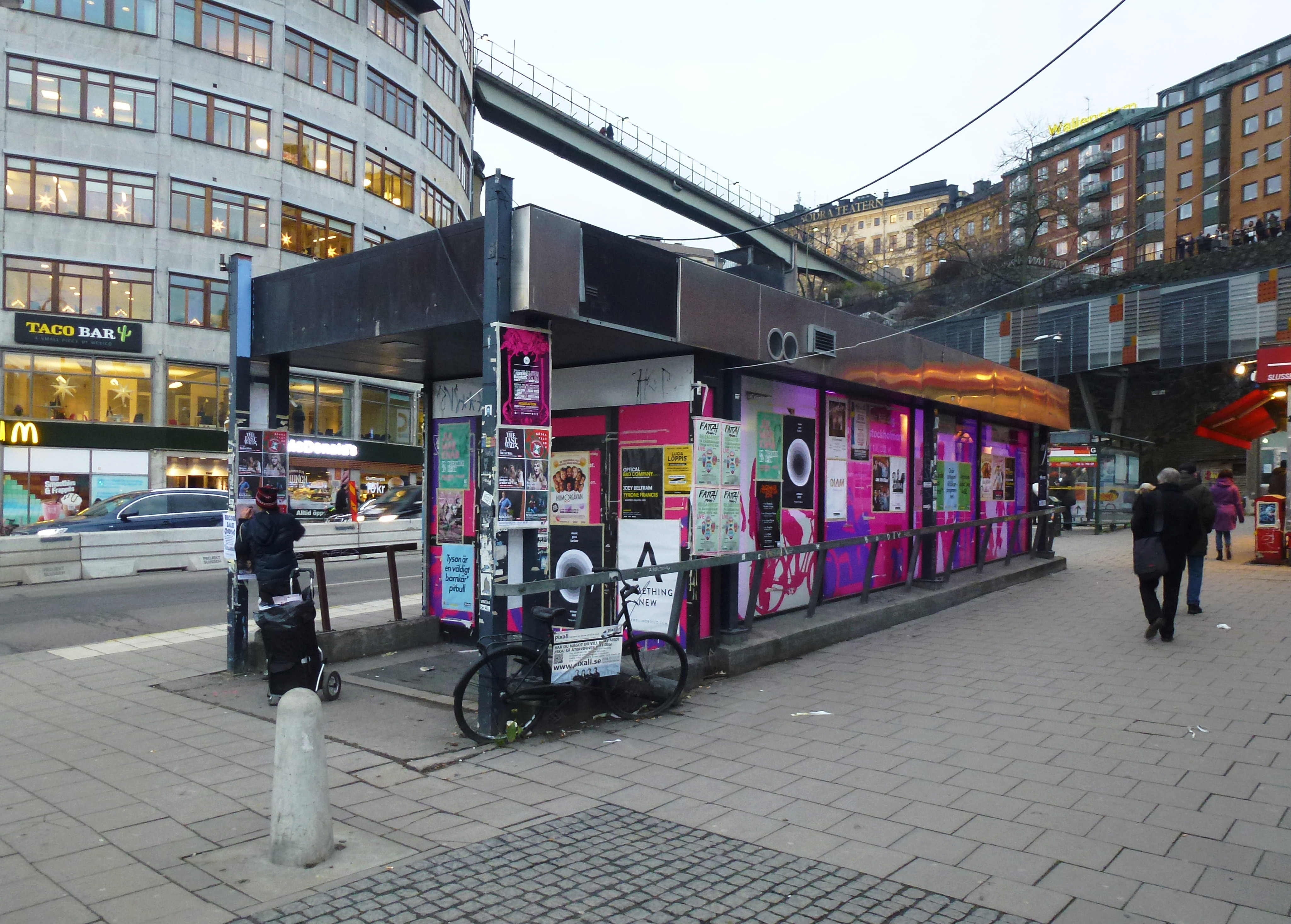
Nedgången till Gallerian, 2014.